# جون غولدن
جون غولدن (بالنرويجية البوكمول: Johan Golden)‏ هو موسيقي وسياسي نرويجي، ولد في 9 يونيو 1974 بغوادلوب في فرنسا.

## روابط خارجية
- جون غولدن على موقع IMDb (الإنجليزية)
- جون غولدن على موقع ميوزك برينز (الإنجليزية)
- جون غولدن على موقع قاعدة بيانات الفيلم (الإنجليزية)